# بریانا اسکری
بریانا اسکری (انگلیسی: Briana Scurry؛ زادهٔ ۷ سپتامبر ۱۹۷۱) یک بازیکن فوتبال و دروازه‌بان (فوتبال) اهل ایالات متحده آمریکا است.
از باشگاه‌هایی که در آن بازی کرده‌است می‌توان به واشنگتن فریدام اشاره کرد.
وی همچنین در تیم ملی فوتبال زنان ایالات متحده آمریکا بازی کرده‌است.